# Naoki Kuriyama
Naoki Kuriyama (栗山 直樹 Kuriyama Naoki?, Shizuoka, Shizuoka, 8 de diciembre de 1990) es un exfutbolista japonés que jugaba como defensa.

## Trayectoria

### Clubes
| Club                 | País     | Año       |
| -------------------- | -------- | --------- |
| JEF United Chiba     | Japón    | 2013-2015 |
| F. C. Machida Zelvia | Japón    | 2014      |
| Montedio Yamagata    | Japón    | 2016-2021 |
| Ehime FC (cedido)    | Japón    | 2021      |
| Ehime FC             | Japón    | 2022      |
| Hougang United F. C. | Singapur | 2023      |